# Youssef Ikhlef
Youssef Ikhlef est un footballeur international algérien né le 24 février 1939 à Alger. Il évoluait au poste d'attaquant.
Il compte une seule sélection en équipe nationale entre 1963 et 1965.

## Palmarès
- Champion d'Algérie (CFA) en 1959 avec l'Olympique d'Hussein-Dey.
- Champion d'Algérie en 1967 avec le NA Hussein Dey.
- Vice-champion d'Algérie en 1964 avec le NA Hussein Dey.
- Finaliste de la Coupe d'Algérie en 1968 avec le NA Hussein Dey.